# Joachima
Joachima – żeński odpowiednik imienia Joachim, pochodzenia biblijnego. Wywodzi się od słów oznaczających „Bóg pocieszy, pokrzepi”. Patronką tego imienia jest św. Joachima De Vedruna.
Joachima imieniny obchodzi: 16 sierpnia, 28 sierpnia, 3 września, 22 września, 9 grudnia.